# Arius madagascariensis
Arius madagascariensis é uma espécie de peixe da família Ariidae.
Pode ser encontrada nos seguintes países: Madagáscar, Moçambique e Tanzânia.
Os seus habitats naturais são: rios, lagos de água doce, mar costeiro e águas estuarinas.